# Canthocamptus odaeensis
Canthocamptus odaeensis is een eenoogkreeftjessoort uit de familie van de Canthocamptidae. De wetenschappelijke naam van de soort is voor het eerst geldig gepubliceerd in 2001 door Chang & Ishida.